# Danimarca ai Giochi della XIV Olimpiade
La Danimarca partecipò ai Giochi della XIV Olimpiade, svoltisi a Londra, dal 20 luglio al 14 agosto 1948,  
con una delegazione di 162 atleti, di cui 18 donne, impegnati in 17 discipline,
aggiudicandosi 5 medaglie d'oro, 7 medaglie d'argento e 8 medaglie di bronzo.

## Medagliere

### Per discipline
| Sport              | Oro | Argento | Bronzo | Totale |
| ------------------ | --- | ------- | ------ | ------ |
| Nuoto              | 2   | 2       | 0      | 4      |
| Canottaggio        | 1   | 2       | 1      | 4      |
| Canoa/kayak        | 1   | 2       | 0      | 3      |
| Vela               | 1   | 0       | 1      | 2      |
| Scherma            | 0   | 1       | 0      | 1      |
| Atletica leggera   | 0   | 0       | 1      | 1      |
| Calcio             | 0   | 0       | 1      | 1      |
| Ciclismo           | 0   | 0       | 1      | 1      |
| Lotta greco-romana | 0   | 0       | 1      | 1      |
| Pugilato           | 0   | 0       | 1      | 1      |
| Tuffi              | 0   | 0       | 1      | 1      |
| Totale             | 5   | 7       | 8      | 20     |

### Medaglie
| Medaglia | Atleta                                                                      | Sport              | Evento                                       |
| -------- | --------------------------------------------------------------------------- | ------------------ | -------------------------------------------- |
| Oro      | Karen Hoff                                                                  | Canoa/kayak        | K1 500 metri femminile                       |
| Oro      | Finn Pedersen Tage Henriksen Tim: Carl-Ebbe Andersen                        | Canottaggio        | Due con maschile                             |
| Oro      | Greta Andersen                                                              | Nuoto              | 100 metri stile libero femminili             |
| Oro      | Karen Margrethe Harup                                                       | Nuoto              | 100 metri dorso femminili                    |
| Oro      | Paul Elvstrøm                                                               | Vela               | Firefly                                      |
| Argento  | Frederik Kobberup Andersen                                                  | Canoa/kayak        | K1 1000 metri maschile                       |
| Argento  | Ejvind Hansen Bernhard Jensen                                               | Canoa/kayak        | K2 1000 metri maschile                       |
| Argento  | Ebbe Parsner Aage Larsen                                                    | Canottaggio        | Due di coppia maschile                       |
| Argento  | Helge Halkjær Aksel Bonde Helge Muxoll Schröder Ib Storm Larsen             | Canottaggio        | Quattro senza maschile                       |
| Argento  | Karen Margrethe Harup                                                       | Nuoto              | 400 metri stile libero femminili             |
| Argento  | Eva Arndt-Riise Karen Margrethe Harup Greta Andersen Fritze Carstensen      | Nuoto              | Staffetta 4x100 metri stile libero femminile |
| Argento  | Karen Lachmann                                                              | Scherma            | Fioretto individuale femminile               |
| Bronzo   | Lily Carlstedt-Kelsby                                                       | Atletica leggera   | Lancio del giavellotto femminile             |
| Bronzo   | Danimarca                                                                   | Calcio             | -                                            |
| Bronzo   | Erik Larsen Børge Raahauge Nielsen Henry Larsen Harry Knudsen Tim: Ib Olsen | Canottaggio        | Quattro con maschile                         |
| Bronzo   | Axel Schandorff                                                             | Ciclismo           | Velocità individuale                         |
| Bronzo   | Henrik Hansen                                                               | Lotta greco-romana | Pesi welter                                  |
| Bronzo   | Svend Wad                                                                   | Pugilato           | Pesi leggeri                                 |
| Bronzo   | Birte Christoffersen-Hanson                                                 | Tuffi              | Piattaforma femminile                        |
| Bronzo   | William Berntsen - Klaus Baess - Ole Berntsen                               | Vela               | Dragone                                      |

## Risultati

### Calcio
| Atleta | Classifica |                      |
| --- | --- | -------------------- |
| V · D · M Nazionale danese · Calcio ai Giochi Olimpici Estivi 1948 P O. Jensen · P Nielsen · D Bastrup-Birk · D Colberg · D V. Jensen · D Knudsen · D Overgaard · D Petersen · C E. Hansen · C E. K. Jensen · C I. Jensen · C Ørnvold · C Pilmark · A K. A. Hansen · A J. Hansen · A J. W. Hansen · A Lundberg · A Præst · A Pløger · A Seebach · A E. Sørensen · A J. Sørensen · CT : Mountford | Bronzo |                      |
| Nazionale danese · Calcio ai Giochi Olimpici Estivi 1948 | |                      |
| P O. Jensen · P Nielsen · D Bastrup-Birk · D Colberg · D V. Jensen · D Knudsen · D Overgaard · D Petersen · C E. Hansen · C E. K. Jensen · C I. Jensen · C Ørnvold · C Pilmark · A K. A. Hansen · A J. Hansen · A J. W. Hansen · A Lundberg · A Præst · A Pløger · A Seebach · A E. Sørensen · A J. Sørensen · CT: Mountford                                                                     | P O. Jensen · P Nielsen · D Bastrup-Birk · D Colberg · D V. Jensen · D Knudsen · D Overgaard · D Petersen · C E. Hansen · C E. K. Jensen · C I. Jensen · C Ørnvold · C Pilmark · A K. A. Hansen · A J. Hansen · A J. W. Hansen · A Lundberg · A Præst · A Pløger · A Seebach · A E. Sørensen · A J. Sørensen · CT: Mountford | Danimarca (bandiera) |

### Canoa

#### Uomini
| Atleta                            | Evento      | Qualificazioni | Qualificazioni | Ripescaggi | Ripescaggi | Semifinali | Semifinali | Finali  | Finali    |
| Atleta                            | Evento      | Tempo          | Posizione      | Tempo      | Posizione  | Tempo      | Posizione  | Tempo   | Posizione |
| --------------------------------- | ----------- | -------------- | -------------- | ---------- | ---------- | ---------- | ---------- | ------- | --------- |
| Frederik Kobberup Andersen        | K-1 1000 m  | 4:40.9         | 1 Q            | -          | -          | -          | -          | 4:39.9  | Argento   |
| Knud Ditlevsen                    | K-1 10000 m | -              | -              | -          | -          | -          | -          | 51:54.2 | 4         |
| Ejvind Hansen Bernhard Jensen     | K-2 1000 m  | NT             | 1 Q            | -          | -          | -          | -          | 4:07.5  | Argento   |
| Alfred Christensen Finn Rasmussen | K-2 10000 m | -              | -              | -          | -          | -          | -          | 47:17.5 | 4         |

#### Donne
| Atleta     | Evento    | Qualificazioni | Qualificazioni | Ripescaggi | Ripescaggi | Semifinali | Semifinali | Finali | Finali    |
| Atleta     | Evento    | Tempo          | Posizione      | Tempo      | Posizione  | Tempo      | Posizione  | Tempo  | Posizione |
| ---------- | --------- | -------------- | -------------- | ---------- | ---------- | ---------- | ---------- | ------ | --------- |
| Karen Hoff | K-1 500 m | 2:32.2         | 1 Q            | -          | -          | -          | -          | 2:31.9 | Oro       |